# Badancar
Badancar – wieś w Gwinei Bissau, w regionie Oio.